# Herb gminy Sulmierzyce
Herb gminy Sulmierzyce – jeden z symboli gminy Sulmierzyce, ustanowiony 28 kwietnia 2017.

## Wygląd i symbolika
Herb przedstawia na tarczy w polu błękitnym lilię naturalną srebrną, o widocznych trzech płatkach, nad podkową ocelami do góry złotą i takimż krzyżem kawalerskim wewnątrz niej (godło herbu Jastrzębiec).